# Richard Westbrook
Pour les articles homonymes, voir Westbrook.
Richard Westbrook, né le 10 juillet 1975 à Chelmsford, est un pilote automobile anglais.
Depuis 2011, il est pilote officiel du Corvette Racing.

## Palmarès
- Formule 3
  - Champion d'Autriche de Formule 3 en 1996

- Porsche Carrera Cup
  - Champion de Porsche Carrera Cup anglaise en 2004
  - Vice-champion de Porsche Carrera Cup anglaise en 2002, 2003 et 2005
  - Champion de Porsche Supercup en 2006 et 2007
  - Vice-champion de Porsche Carrera Cup Allemagne en 2007

- Championnat FIA GT
  - Champion dans la catégorie GT2 en 2009

- Championnat du monde FIA GT1
  - Vainqueur de la course de qualification à Portimão en 2011

- Rolex Sports Car Series
  - Trois victoires en 2012 : Barber, Mid-Ohio et Laguna Seca

- American Le Mans Series
  - Vainqueur de la catégorie GT des 12 Heures de Sebring 2013

- United SportsCar Championship
  - Vainqueur des 6 Heures de Watkins Glen en 2014

## Résultat en endurance

### 24 Heures du Mans
| Année | Équipe                       | Coéquipiers                  | Voiture                  | Catégorie  | Tours | Pos. | Class Pos. |
| ----- | ---------------------------- | ---------------------------- | ------------------------ | ---------- | ----- | ---- | ---------- |
| 2010  | BMS Scuderia Italia          | Marco Holzer Timo Scheider   | Porsche 997 GT3 RSR      | LM GT2     | 327   | 14e  | 3e         |
| 2011  | Corvette Racing              | Oliver Gavin Jan Magnussen   | Corvette C6.R-ZR1        | LM GTE-PRO | 211   | Abd  | Abd        |
| 2012  | Corvette Racing              | Oliver Gavin Tom Milner Jr   | Corvette C6.R            | LM GTE-PRO | 215   | Nc   | Nc         |
| 2013  | Corvette Racing              | Oliver Gavin Tom Milner Jr   | Corvette C6.R            | LM GTE-PRO | 309   | 22e  | 7e         |
| 2014  | Corvette Racing              | Oliver Gavin Tom Milner Jr   | Corvette C7.R            | LM GTE-PRO | 333   | 20e  | 4e         |
| 2016  | Chip Ganassi Racing TEAM USA | Ryan Briscoe Scott Dixon     | Ford GT                  | LM GTE-PRO | 340   | 20e  | 3e         |
| 2017  | Chip Ganassi Racing TEAM USA | Ryan Briscoe Scott Dixon     | Ford GT                  | LM GTE-PRO | 337   | 23e  | 7e         |
| 2018  | Chip Ganassi Racing TEAM USA | Ryan Briscoe Scott Dixon     | Ford GT                  | LM GTE-PRO | 309   | 39e  | 14e        |
| 2019  | Chip Ganassi Racing TEAM USA | Ryan Briscoe Scott Dixon     | Ford GT                  | LM GTE-PRO | 341   | 24e  | 5e         |
| 2020  | Aston Martin Racing          | Nicki Thiim Marco Sørensen   | Aston Martin Vantage AMR | LM GTE-PRO | 343   | 22e  | 3e         |
| 2021  | Glickenhaus Racing           | Ryan Briscoe Romain Dumas    | SCG 007                  | LMH        | 364   | 5e   | 5e         |
| 2022  | Glickenhaus Racing           | Franck Mailleux Ryan Briscoe | Glickenhaus 007 LMH      | Hypercar   | 375   | 3e   | 3e         |